# Бабунска акция
Бабунската акция е наказателна операция от страна на български части, проведена срещу партизанския отряд „Димитър Влахов“ в района на Азот и планината Бабуна през октомври 1942 година.
Отрядът е формиран е през втората половина на септември 1942 година в Габровник. В акция по разкриването и унищожаването му участват велешкият и прилепският български гарнизони, с поддръжка на полицията, контрачетите и специални антипартизански военни части от Скопие. На 17 октомври отрядът е открит в Богомила и в сражението са убити 16 партизани, 64 ятаци са интернирани в лагeри в България, а други 48 помагачи са затворени в затворите в Скопие и Велес. Загиналите са Ристо Поповски, Тоде Яневски, Шефки Исмаиловски, Милан Гиновски, Ванче Анастасовски, Веле Яневски, Тоде Димитриевски, Игно Алексовски, Борис Яневски, Петре Димовски, Коста Николовски, Ризо Яневски, Петре Тодоровски, Темелко Георгиевски, Петре Стефановски и Тане Ристовски. Започва преследване на оцелелите и избягалите като седмица по късно в село Долно Яболчище българската полиция жестоко малтретира местното албанско население.